# はにゃ?
はにゃ？（別名: はにゃ、はにゃり）は、疑問を感じた際に無意識的に口から発せられる感嘆詞で、「あれ？」という言葉を可愛い風に表現した言葉である。後に、とぼけるとき、思っていることと違っていることが発生したとき、意味を理解できなかったときにも使用される言葉となり、面白さ・可愛さを表現できる上、キャッチーさがあるため、2020年末から若者言葉として流行した。また、「あれ？」だけでなく、「ん？」「え？」などともほぼ同じ意味だとする記述もある。

## 歴史
1983年から6年間放送された教育番組『おーい!はに丸』では、不思議な物事を見つけたときに、はに丸というキャラクターが「はにゃ」という言葉を発しており、当時のブームとなった。numanでは、この『おーい!はに丸』での使用を「第一次ブーム」と称している。
また、2006年放送のドラマ『マイ☆ボス マイ☆ヒーロー』では榊真喜男（演: 長瀬智也）が「はにゃ？」を2020年の流行時と同じ意味で使用しているシーンがあるほか、『カードキャプターさくら』にも登場している。
2020年、モノマネ芸人・YouTuberの丸山礼はYouTube上のコント動画シリーズである『井上千晶』シリーズにおいて、美術部長のキャラクターである井上千晶を演じるときに、裏技披露の際に「はにゃ？」と首を傾げる仕草が話題となり、真似する人々が現れた。これ以降、YouTube等のSNS上で「はにゃ？」という言葉が使用されるようになった。numanでは、2020年から始まったこの一連の動きを「第二次ブーム」と称している。
丸山は発祥については諸説あるとしていながらも、自身の中学生時代のクラスメイトが、連絡網で回ってきた電話を聞き取ることができず「はにゃ？」という言葉を発したことが衝撃的で、かつ、面白かったため、バラエティ番組『新しいカギ』内でキャラクター・井上千晶を演じる際に使ったという経緯を明かしている。また、中学生だった当時、丸山の周りでは「はにゃ？」という言葉が地元の友達の間で流行っていたとも明かしている。

## 使用

### 丸山礼の考え
丸山礼は、日常生活においてとぼけた雰囲気を出し、場の刺々しさをなくすときに「はにゃ？」は使いやすいと話している。丸山によれば、少し強いイメージがある「は？」という言葉で返すよりも、その後に「にゃ」という言葉をつけて、少しでも可愛くしたいという思いがあったと話している。

### ランキング
| 名前                                                                   | 順位 | 調査元                 | 備考                            | 出典   |
| ---------------------------------------------------------------------- | ---- | ---------------------- | ------------------------------- | ------ |
| 2021年上半期 インスタ流行語大賞 流行語部門                             | 1位  | Petrel                 |                                 | [ 16 ] |
| 女子学生が選ぶ2021年上半期トレンド大賞                                 | 5位  | ネオレア               |                                 | [ 2 ]  |
| 2021年上半期 若者言葉最新ランキング                                    | 1位  | numan                  |                                 | [ 12 ] |
| Z世代が選ぶ2021上半期トレンドランキング 流行った言葉部門               | 1位  | Z総研                  |                                 | [ 17 ] |
| 女子大生・女子高生トレンドランキング2021年上半期 言葉部門              | 1位  | Trend Catch Project    |                                 | [ 18 ] |
| 2021年上半期 JC・JK流行語大賞 コトバ部門                               | 1位  | AMF                    |                                 | [ 13 ] |
| 2021年上半期ティーンが選ぶトレンドランキング〈コトバ〉部門             | 1位  | マイナビティーンズラボ |                                 | [ 5 ]  |
| 2021年上半期Z世代トレンドランキング 流行語部門                         | 2位  | Trepogirls             |                                 | [ 3 ]  |
| 今年中に流行が終わると思う言葉ランキング2021                           | 1位  | スタディサプリ進路     |                                 | [ 19 ] |
| 大人がまだ使っていたらイタいと思う流行語ランキング2021                 | 2位  | スタディサプリ進路     |                                 | [ 19 ] |
| SimejiZ世代トレンドアワード2021 Simeji顔文字大賞                       | 1位  | Simeji                 | 表記は「はにゃ(੭ ᐕ))？」        | [ 20 ] |
| SimejiZ世代トレンドアワード2021 ギャル流行語大賞                       | 1位  | GRP                    | 元々は「ギャル流行語大賞 2021」 | [ 20 ] |
| 流行と嗜好に関するアンケート調査（2021年秋、「今流行っている言葉」内） | 2位  | アイ・エヌ・ジー       |                                 | [ 21 ] |
| 流行に関するアンケート調査（2022年春、「今流行っている言葉」内）       | 7位  | アイ・エヌ・ジー       | 「はにゃ？・はにゃり」の合算    | [ 22 ] |
| 2022年上半期インスタ流行語大賞 流行語部門                              | 12位 | Petrel                 |                                 | [ 23 ] |
| 2022年に流行しそうな言葉 全体                                          | 4位  | LINEリサーチ           | 「はにゃ？・はにゃり」の合算    | [ 24 ] |
| 2022年に流行しそうな言葉 女子高校生部門                                | 3位  | LINEリサーチ           | 「はにゃ？・はにゃり」の合算    | [ 24 ] |
| Z総研2022年上半期トレンドランキング 流行った言葉ランキング             | 5位  | N.D.Promotion          |                                 | [ 25 ] |

## 反響・影響

### 反響
パンサーの尾形貴弘は、『はにゃ？』という若者言葉に関連して、番組『おーい!はに丸』での使用例について言及している。
HKT48の荒巻美咲は、山内祐奈とのツーショット写真をインスタグラム上で公開したとき、「はにゃ？みたいな顔してる」と綴っている。
King & Princeの永瀬廉は、ラジオ番組『永瀬廉のRadioGARDEN』内で「はにゃ？」という言葉が流行していることについて聞かされた際に、「どういうこと？」などと語り、狼狽えている様子がネットニュースに上がっている。

### 影響
2022年1月、文化放送のラジオ番組『レコメン!』では、乃木坂46のメンバー・田村真佑がリスナーの報告に「はにゃ？」と返すことに反響があったことから、新コーナー「今週のはにゃ？」を開始している。
アニメ『処刑少女の生きる道』の中でも「はにゃ？」という言葉が登場したことから、「ガジェット通信 ネット流行語・アニメ流行語大賞2022上半期 アニメ流行語」ではアニメ流行語部門にノミネートされている。
今年の新語 2022では最終的にベスト10に選定されなかったものの、選考委員の小野正弘が選出した10語に「はにゃ？」が含まれていた。